# Амедео Авогадро
Лоренцо Романо Амедео Карло Авогадро ди Куареня е Черето (на италиански: Lorenzo Romano Amedeo Carlo Avogadro di Quaregna e Cerreto), накратко Амедѐо Авога̀дро, е италиански физик и химик.

## Биография
Роден е на 9 август 1776 г. в Торино, Сардинско кралство. Първоначално следва право, тъй като произхожда от семейство на адвокати. През 1796 г. става доктор по канонично право. От 1800 г. учи математика и физика, към които има влечение от по-рано. През 1809 г. става преподавател по естествена физика в гимназията във Верчели. Там той разработва своята молекулярна хипотеза. От 1820 г. е професор по математическа физика в Торинския университет.
Умира на 9 юли 1856 г. в Торино на 79-годишна възраст.

## Научна дейност
Неговата цел е да опише химичните свойства на съединенията на елементите, като използва физиката. През 1811 г. публикува своята хипотеза, гласяща: „Един мол какъвто и да е газ при еднаква температура и налягане заема един и същ обем“. По-късно хипотезата му е наречена Закон на Авогадро. Той е създател и на числото на Авогадро.

## Признание
Лунният кратер Авогадро е назован в негова чест.